# Джеръми Пейдж
Джеръми Пейдж (на английски: Jeremy Page) е английски сценарист, университетски преподавател, фотограф, поет и писател на произведения в жанра проза, драма и лирика.

## Биография и творчество
Джеръми Пейдж е роден на 30 септември 1969 г. в Кеймбридж, Англия. Израства в Северен Норфолк.
Работи близо двадесет години в британската филмова и телевизионна индустрия редактор на сценарии за Би Би Си, Channel 4 и Film Four. После работи като редактор на текстове за „BBC's Writers Room“. Пише и като сценарист за Канал 4, автор е и на оригиналния сериал „Dark River“ за Working Title TV.
Преподава творческо писане за магистърските курсове в Университета на Източна Англия, в Лондонския университет „Голдсмит“, и преподава сценаристика в Лондонското филмово училище. Дава и честни уроци по творческо писане и сценаристика към организацията „The Writers Practice“.
Първият му сборник с поезия „Bliss“ (Блаженство) е издаден през 1989 г.
Първият му роман „Salt“ (Сол) е издаден през 2007 г. Главният герой, петнайсетгодишният Пип, се опитва да осмисли интригуващата история на семейството си започнала през лятото на 1945 г. в Норфолк, когато баба му Гус намира германски войник, паднал в солените блата, но по-късно изчезва с импровизирана лодка, оставяйки Гус с новородена ѝ дъщеря Лил, неговата майка.
През 2013 г. е издаден романът му „Колекционерът на изгубени неща“. Той представя историята на колекционера Елиът Саксби, пътуващ до Арктика през 1845 г., опитвайки се да намери доказателства за птица, която е изчезнала година преди това, макар замърсяването на околната среда все още да не е проблем. Романът е номиниран за Международната литературна награда IMPAC и за наградата „Уолтър Скот“.
Книгата му „New York to California, a journey across the East of England“ (Ню Йорк до Калифорния, пътуване през Източна Англия) от 2019 г. печели наградата за 2020 г. за нехудожествена литература на Източната Англия.
Негови разкази са публикувани в „Гардиън“ и други издания. Писал е статии за „Time Out“, „The Guardian“, „Daily Mail“, „Litro“ и онлайн сайтове, а също е правил фотографии и пътеписи за „Таймс“.
Джеръми Пейдж живее със семейството си в Лондон.

## Произведения

### Самостоятелни романи
- Salt (2007)
- The Wake (2009) – издаден и като „Sea Change“
- The Collector of Lost Things (2013)
Колекционерът на изгубени неща, изд. „Smart Books“ (2015), прев. Ангел Игов

### Сборници
- Bliss (1989) – поезия
- Secret Dormitories (1993) – поезия
- The Alternative Version (2001) – поезия
- Closing Time (2014) – поезия
- The BBC National Short Story Award 2015 (2015) – с Джонатан Бъкли, Марк Хадън, Франсис Левистън и Хилари Мантел

### Документалистика
- New York to California, a journey across the East of England (2019)